# Hamilton Paul Traub
Hamilton Paul Traub (18 de juny de 1890 – 14 de juliol de 1983) va ser un botànic estatunidenc especialitzat en l'estudi de la família Amaryllidaceae. També va fer estudis sobre els fesols.

## Algunes publicacions
- Traub, H. P. 1982. Order Alliales. Pl. Life 38: 119–132.